# Jannik Hansen
Jannik Hansen (ur. 15 marca 1986 w Herlev) – duński hokeista, reprezentant Danii.
Jego ojciec Bent (ur. 1954) także był hokeistą.

## Kariera
- Rødovre IK (2002-2005)
  -  Malmö J20 (2002-2003)
  -  Malmö J28 (2002-2003)
- Portland Winterhawks (2005-2006)
- Manitoba Moose (2006-2009)
- Vancouver Canucks (2007-2017)
  -  Tappara (2012-2013)
- San Jose Sharks (2017-2018)
- CSKA Moskwa (2018-2019)

Wychowanek Rødovre IK. Występował w superlidze duńskiej. W drafcie NHL z 2004 został wybrany przez Vancouver Canucks. Od 2005 gra w Ameryce Północnej, wpierw w juniorskiej lidze kanadyjskiej WHL w ramach CHL, a potem w amerykańskich rozgrywkach AHL. Od 2007 zawodnik Vancouver Canucks w lidze NHL (początkowo epizodycznie, następnie na stałe). W lipcu 2011 przedłużył kontrakt z klubem o trzy lata. Od końca października 2012 do stycznia 2013 w okresie lokautu w sezonie NHL (2012/2013) związany kontraktem z fińskim klubem Tappara. We wrześniu 2013 przedłużył umowę z Canucks o cztery lata. Od marca 2017 zawodnik San Jose Sharks. W sierpniu 2018 przeszedł do CSKA Moskwa. Rozegrał sezon KHL (2018/2019), po czym w kwietniu 2019 ogłosił zakończenie kariery zawodniczej.
Uczestniczył w turniejach mistrzostw świata 2005, 2006, 2008, 2012, 2014, 2016, 2018. W barwach zespołu Europy brał udział w turnieju Pucharu Świata 2016.

## Sukcesy
Reprezentacyjne
- Finał Pucharu Świata: 2016 z kadrą Europy

Klubowe
- Mistrzostwo dywizji NHL: 2010, 2011, 2012 z Vancouver Canucks
- Mistrzostwo konferencji NHL: 2011, 2012 z Vancouver Canucks
- Presidents’ Trophy: 2011, 2012 z Vancouver Canucks
- Finał Pucharu Stanleya: 2011 z Vancouver Canucks
- Puchar Kontynentu: 2019 z CSKA Moskwa
- Puchar Gagarina – mistrzostwo KHL: 2019 z CSKA Moskwa
- Złoty medal mistrzostw Rosji: 2019 z CSKA Moskwa

Indywidualne
- Western Hockey League 2005/2006: pierwsze miejsce w klasyfikacji kanadyjskiej wśród pierwszoroczniaków: 64 punkty
- Mistrzostwa Świata w Hokeju na Lodzie 2012/Elita: drugie miejsce w klasyfikacji minut kar: 29 minut
- Mistrzostwa Świata w Hokeju na Lodzie 2014/Elita: jeden z trzech najlepszych zawodników reprezentacji na turnieju[8]